# سوتل بيرلاندييري
سوتل بيرلاندييري (الاسم العلمي:Dasylirion berlandieri) هو نوع من النباتات يتبع جنس السوتل من الفصيلة الهليونية.